# Poderdante
Se denomina poderdante en Derecho, a la persona que da la capacidad jurídica o poder para que otra, el apoderado, la represente y actúe en su nombre. Poderdante viene de Poder y Dante, es decir dar poder. 
Se puede también utilizar como sinónimo apoderante. Esta palabra etimológica-mente viene como participio activo del verbo transitivo “apoderar” y del sufijo “nte” que indica que hace la acción.
El apoderamiento debe realizarse mediante lo que se denomina un poder. El poder es una manifestación unilaterial de la persona que lo otorga, y debe cumplir una serie de formalidades como, por ejemplo, debe ser autenticado ante notario. Se basa en la confianza de la persona sobre el apoderado, que podrá contratar y realizar acuerdos actuando directamente.
El poder puede abarcar diversos ámbitos de la capacidad jurídica de un sujeto, por lo que es importante delimitarlo lo suficiente como para que sea adecuado a las necesidades que motivan el poder, pero no se exceda de lo necesario.
En el poder se debe especificar las capacidades que son otorgadas al apoderado por parte del mandante o poderdante, quien podrá sustituirlo en cualquier momento.
Dentro de un proceso y por una sola de las partes no puede existir más de un apoderado. Cuando un poder es otorgado a varios apoderados se entenderá el primero como principal y los demás como sustituyentes.
Tiene gran relevancia en el ámbito de las personas jurídicas, dado que una persona jurídica no puede firmar por sí misma ni mediante sus administradores todos los acuerdos y puede necesitar acudir a apoderados para descentralizar la entrega del consentimiento.
- Datos: Q28501776